# Grand Prairie
Grand Prairie es una ciudad ubicada en los condados de Dallas, Ellis y Tarrant, en el estado estadounidense de Texas. En el Censo de 2010 tenía una población de 175.396 habitantes y una densidad poblacional de 835,12 personas por km².  Es la 7.ª ciudad más grande del área metropolitana Dallas/Fort Worth.

## Historia
Antes de 1836, la LDH, lo que hoy es la ciudad de Grand Prairie, fue usada como parada de línea de diligencia entre Dallas, Fort Worth y un puesto de cambio indígena. En ese tiempo el bisonte americano vagaba las llanuras y uno de los pocos bañaderos de bisontes americanos de los que aún existen, permanece intacto en la ciudad. 
Según el diario de Alexander McRae Dechman, mientras vivía en Birdville (ahora Haltom City) se enteró de que podría cambiar su vagón y bueyes por unos cuantos acres de tierras en el condado de Dallas. Decidió viajar a Dallas y se los cambió a W. Caruth & Brothers por 239.5 acres de terreno con planicie al este del Río Trinidad y 100 acres de terreno con árboles al oeste del río. 
Dechman trató de establecer una casa en la propiedad, pero después de varios impedimentos, regresó con su familia a Birdville y se unió a la guerra civil estadounidense. En 1876, entabló documentos para un pueblo de 50 acres con el condado de Dallas. En 1876, Dechman cambio la mitad de su terreno de "planicies" a T&P Railroad para asegurarse que el ferrocarril pasara por el pueblo. En 1877, el pueblo cambió su nombre a Grand Prairie o "gran planicie" en español. En 1890, Dechman vendió el resto de sus terrenos de Grand Prairie y aparentemente se mudó a Wahachie. En 1909, Grand Prairie fue incorporada como ciudad.
Hoy en día la Ciudad de Grand Prairie disfruta de una economía próspera, una comunidad creciente y uno de los niveles de crimen más bajos del Metroplex.

## Geografía
Grand Prairie se encuentra ubicada en las coordenadas 32°41′3″N 97°1′16″O / 32.68417, -97.02111. Según la Oficina del Censo de los Estados Unidos, Grand Prairie tiene una superficie total de 210.02 km², de la cual 186.75 km² corresponden a tierra firme y (11.08%) 23.27 km² es agua. El West Fork del Río Trinidad y Johnson Creek pasan la ciudad de Grand Prairie. Las ciudades que limitan a Grand Prairie son Dallas, Irving, Arlington, Cedar Hill, Fort Worth y Mansfield.

## Demografía
Según el censo de 2010, había 175.396 personas residiendo en Grand Prairie. La densidad de población era de 835,12 hab./km². De los 175.396 habitantes, Grand Prairie estaba compuesto por el 52.61% blancos, el 20.18% eran afroamericanos, el 0.85% eran amerindios, el 6.54% eran asiáticos, el 0.1% eran isleños del Pacífico, el 16.52% eran de otras razas y el 3.21% pertenecían a dos o más razas. Del total de la población el 42.7% eran hispanos o latinos de cualquier raza.

### Lenguaje
El 40% de las personas reportó que hablaban otro idioma aparte del inglés en el hogar. De éstos, el 81% habla español y el 19% otro idioma. El 46% reportaron que hablaban el inglés  "muy bien".

## Educación
En el 2006 el 78% de las personas de 25 años o más se habían graduado de la secundaria y el 21% tenía un bachillerato o un título mayor. El 22% se habían salido de la escuela y no se graduó de la secundaria. En la ciudad había 46.000 estudiantes escritos: 5.800 en guarderías y el kinder, 31.000 en escuelas elementarías y secundarias, y 9.200 en el colegio o equivalente. Aproximadamente el 65% de la población estudiantil de Grand Prairie en los grados del K-12 atienden el Distrito Escolar Independiente de Grand Prairie, el cual celebró su 100 aniversario en el año escolar del 2002-2003. El otro 35% de la población estudiantil pertenecen y atienden a otras escuelas en los siguientes distritos en orden descendiente: Distrito Escolar Independiente de Arlington, Distrito Escolar Independiente de Mansfield, Distrito Escolar Independiente de Cedar Hill, Distrito Escolar Independiente de Irving, y el Distrito Escolar Independiente de Midlothian. Las dinámicas de la población indican que es plausible que para el año 2015, la mayoría de los residentes de la Ciudad de Grand Prairie no pertenecerán al Distrito Escolar Independiente de Grand Prairie. Este se debe a la gran taza de crecimiento de la ciudad al sur del I-20 y al oeste de la calle Carrier Parkway. La mayoría de estas áreas de la ciudad caen en los Distritos Escolares de Arlington y Mansfield.
Grand Prairie no es el sitio de ningún colegio o universidad, pero debido a su sitio la ciudad pertenece a los Colegios Comunitarios del Condado de Dallas, los cuales no están muy lejanos. La parte de Grand Prairie que está en el condado de Tarrant pertenece al colegio del condado de Tarrant.
En Texas, los límites de los distritos escolares no siempre siguen a los límites de las ciudades y condados porque todos los aspectos del mecanismo del gobierno del distrito escolar, incluyendo el de las fronteras, está separado del gobierno de la ciudad y condado.

## Recreación

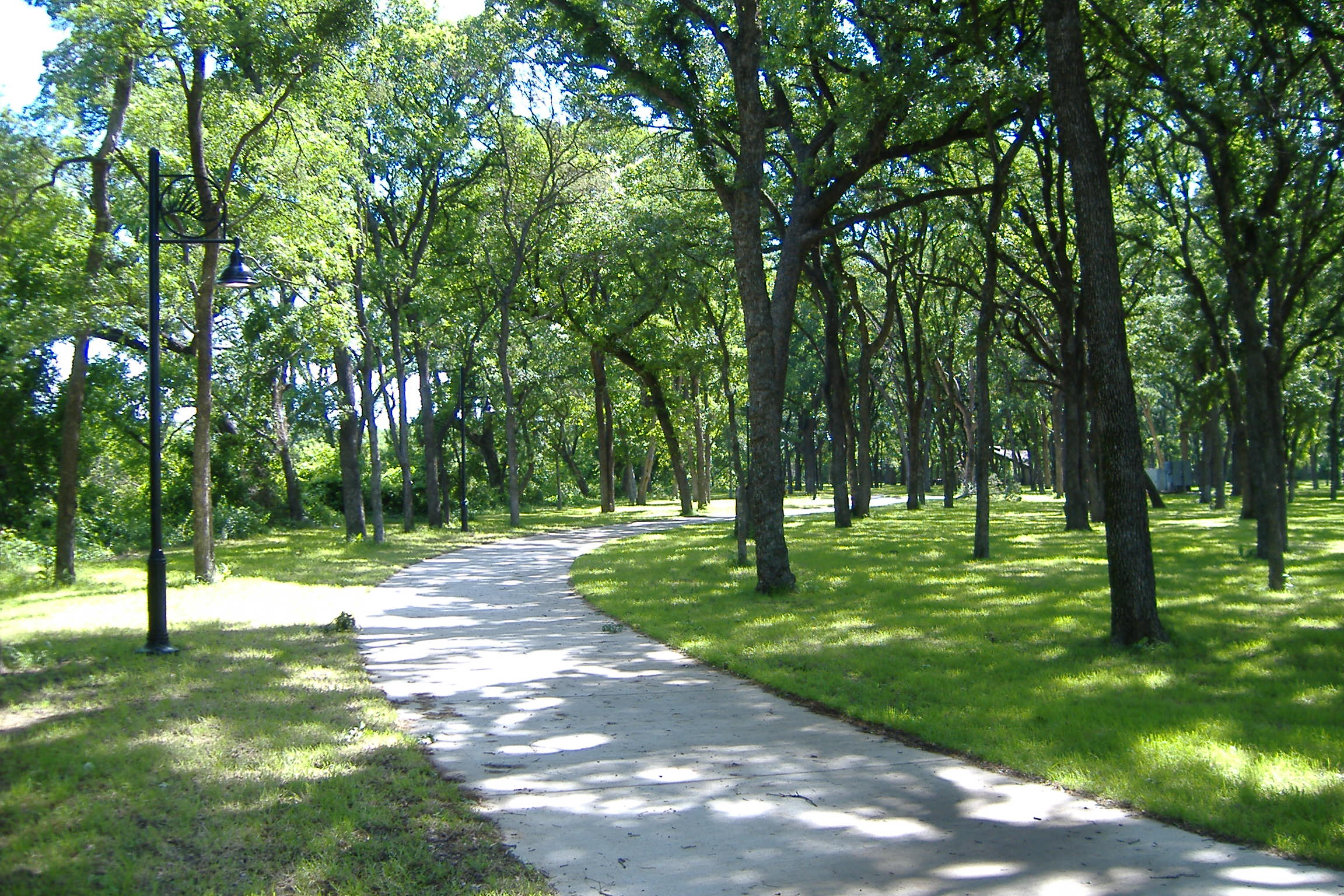
El Parque C.P. Waggoner en la ciudad de Grand Prairie

### Parques
La Ciudad de Grand Prairie actualmente tiene 54 parques para un total de 2017,31 hectáreas (4.984,89 acres). Entre los parques se incluye 3 centros de recreación, 1 centro para ciudadanos mayores, 1 centro para conferencias y eventos y una marina. En el 2001, los residentes votaron en favor del incremento de ¼ de centavo en los impuestos de venta para los parques y centros de recreación. Esto llevó a una gran rehabilitación de los parques y es destinado a convertirse en uno de los mejores sistemas de parques en los Estados Unidos. En los últimos años, el departamento de parques se ha ganado muchos premios, incluyendo el prestigioso Premio de Medalla de Oro por el estado de Texas en el 2004.

### Teatros y museos

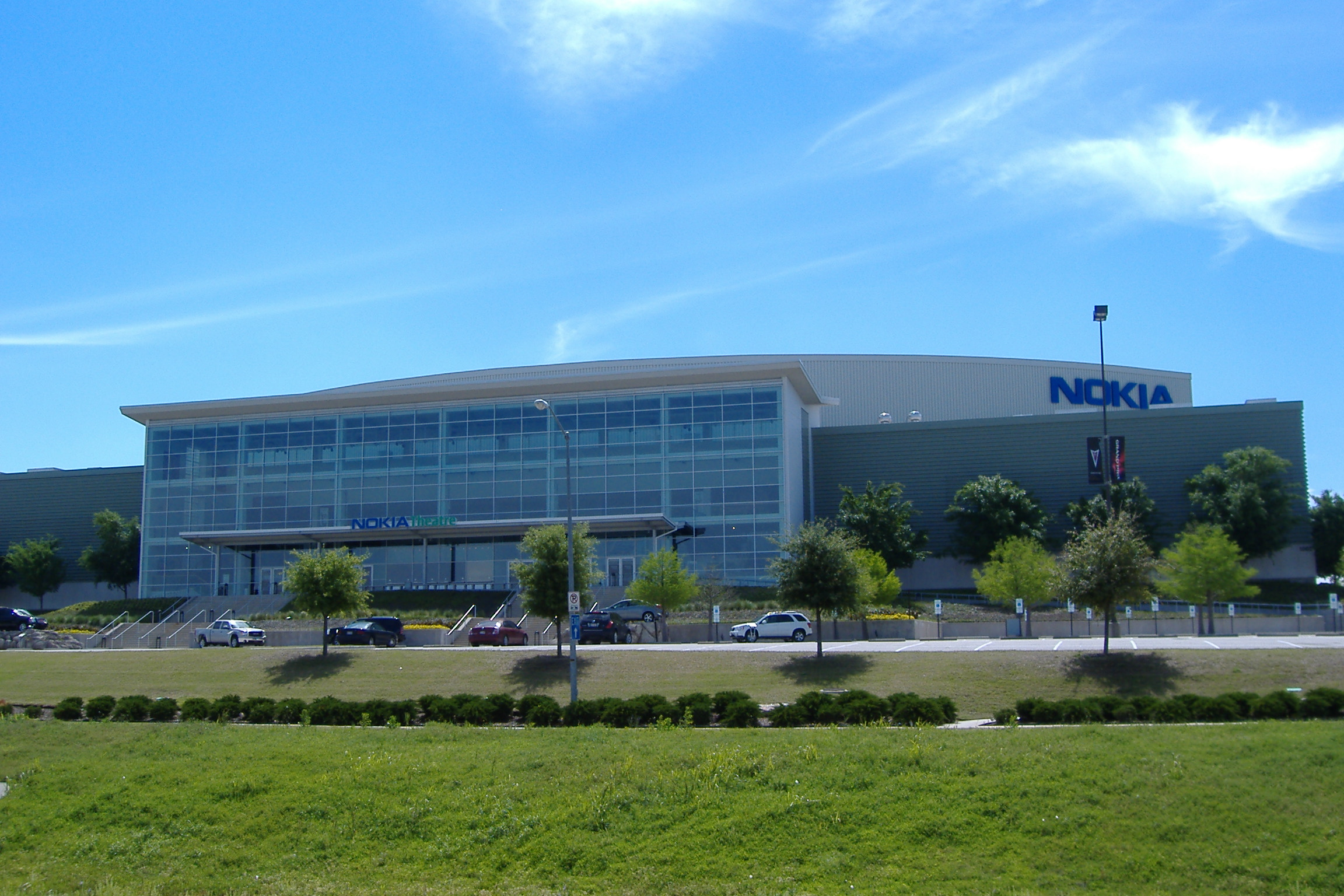
El Teatro Nokia en la ciudad de Grand Prairie

Grand Prairie es la ubicación del Teatro Nokia. Este teatro fue construido hace unos cuantos años para presentar conciertos musicales, eventos televisados, shows de Broadway, comedias o eventos corporativos. El teatro cuenta con 6.350 sillas que se agotan en muchas de las ocasiones. Artistas que se han presentado aquí incluyen a: Carlos Santana, B.B. King, Coldplay, Luis Miguel, Vicente Fernández, Juan Gabriel, Pink y Marc Anthony. Shows que se han presentado incluyen a Blues Clues y Sesame Street LIVE. La ciudad también cuenta con varias salas de cine.
En la ciudad también se encuentra un museo de Ripley Believe It or Not! y el Palacio de Seda de Louis Tussaud.
Esta es la ciudad natal de la actriz y cantante Selena Gomez.

### Deportes
La ciudad de Grand Prairie dispone de un hipódromo, el Lone Star Park en Grand Prairie. El hipódromo ofrece carreras de caballo en vivo desde una tribuna de siete pisos. La tribuna está encerrada en una estructura de vidrio, lo que le permite controlar el clima interior, y cuenta con pent-houses, un bar, un restaurante, asientos afuera y un pabellón con 150 televisiones de carreras de caballo en vivo alrededor del mundo.
La ciudad también cuenta con cuatro campos de golf: Tangle Ridge Golf Club, Prairie Lakes Golf Course, Riverside Golf Course y Sunset Golf Course. En el norte de la ciudad se encuentra el GPX, un parque de patinaje, patineta y bicicleta. Recientemente, los ciudadanos votaron en favor de construir un estadio de béisbol para los Grand Prairie AirHogs, un equipo nuevo de ligas menores. La ciudad también tiene un equipo nuevo de baloncesto, los Stallions. Este equipo fue apenas adquirido y empezará a jugar en el 2008.

## Transporte
La ciudad de Grand Prairie no disfruta del transporte público de DART que tienen otras ciudades en el condado de Dallas. Esto se debe a que no se ha votado a favor de esto en el consejo. La ciudad tiene su propia agencia de transporte, llamada la Gran Conexión, pero esta es solo para los mayores de 60 años y los que tienen minusvalías físicas o mentales. El resultado de esto hace que la manera principal de transporte sea el automóvil. La ciudad está localizada en un lugar estratégico del Metroplex, en medio de Fort Worth y Dallas. El Aeropuerto Internacional de Dallas-Fort Worth está a solo 5 minutos de distancia. De las carreteras que corren este-oeste, por el norte pasa el Interestatal 30 y, aunque el SH 183 no pasa por Grand Prairie, el acceso a este no está lejos. En el sur está la Interestatal 20. En cuanto a carreteras que corren de norte a sur, el SH 360 se localiza en la región oeste de la ciudad y el aun en construcción SH 161 correrá por el centro de la ciudad. El SH 12 también tiene acceso fácil y este está localizado al este de la ciudad. Las carreteras que pasan por la ciudad o tienen acceso fácil a Grand Prairie son:
| - Interestatal 20 - Interestatal 30 | - SH 161 - SH 360 | - SH 183 - SH 12 |

La ciudad también cuenta con el Aeropuerto Municipal de Grand Prairie. Este no es apto para aviones grandes pero si es usado por helicópteros, aviones privados, avionetas de negocios y para aprendizaje de aviación.

## Ciudades hermanas
- Baden bei Wien, Austria
- Kalush, Ucrania
- Morón, Argentina
- Mexicali, México
- Montería, Colombia